# Carl Nicolai Stoud Platou
 Der er for få eller ingen kildehenvisninger i denne artikel, hvilket er et problem. Du kan hjælpe ved at angive troværdige kilder til de påstande, som fremføres i artiklen.

Carl Nicolai Stoud Platou (født 26. juni 1809 i Kristiania, død 11. september 1888 i Bergen) var en norsk embedsmand, søn af Ludvig Stoud Platou. 
Platou blev student 1827 og cand. jur. 1832. Han indtrådte det følgende år som kopist i Justitsdepartementet, hvor han 1839 blev fuldmægtig, var 1844—46 brigadeauditør i Kristiansand, derefter 1846—53 assessor i Bergens Stiftsoverret og blev det sidstnævnte år borgmester i Kristiansand. Fra 10. maj 1860 til sin død var han borgmester i Bergen. Som første magistratsperson i de nævnte to 
byer indlagde han sig betydelige fortjenester af kommunalvæsenets udvikling, og flere reformer skyldtes hans kraftige 
initiativ og energiske arbejde. 
Platou repræsenterede Kristiansand på Stortingene 1857 og 1858. Han udgav 1831 i faderens navn en kortfattet jordbeskrivelse for almueskoler, der udkom i en mængde — i i alt 14 — udgaver, de sidste i hans eget navn. Til det historiske samleværk Norske Samlinger, I—II, meddelte han en del af korrespondancen mellem Frederik VI og prins Christian August fra 1807—09 samt W.F.K. Christies dagbog under Rigsforsamlingen på Eidsvold fra 10. april til 11. maj 1814. Han var 1848—53 medredaktør af Bergenske Blade.